# Expert-comptable

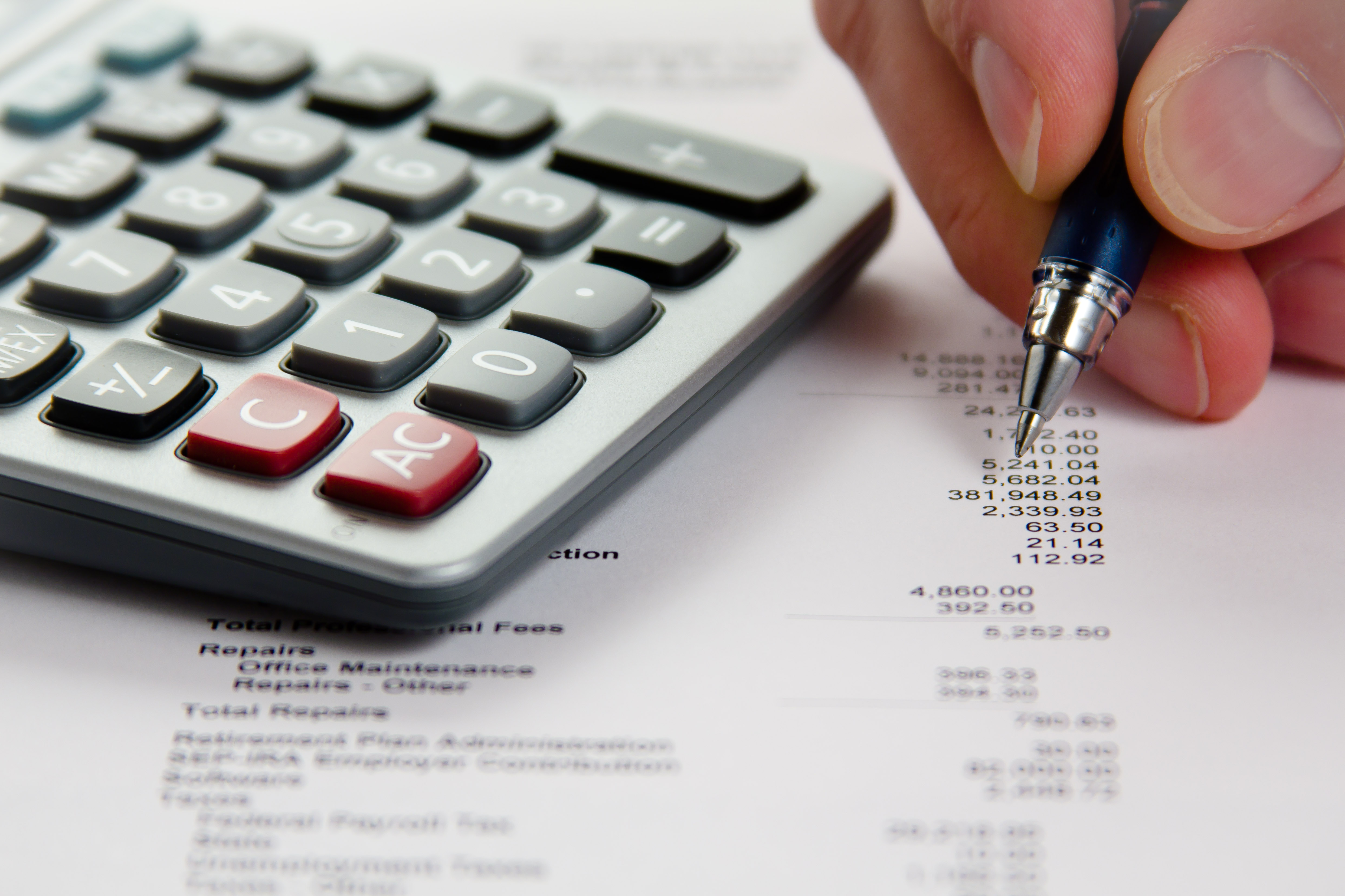
Un expert-comptable peut être chargé d'analyse d'une déclaration financière.

Un expert(e)-comptable est un professionnel de la comptabilité, exerçant le plus souvent son activité sous la forme de profession libérale.
L'expert-comptable est un professionnel de la comptabilité, chargé de tenir les comptes des entreprises civiles et commerciales ainsi que d'organisations à but non lucratif. Il tient, contrôle, surveille, redresse la comptabilité des entreprises et entité juridiques auxquelles il n'est pas lié par un contrat de travail. Il établit les bilans et comptes de résultats des entreprises, artisans, établissements, agriculteurs, etc. Il conseille et accompagne ses clients dans toutes les phases de leur évolution.

## Mission
Les activités des experts-comptables varient suivant les pays. En général, ils établissent les comptes des entreprises et associations. De même, ils peuvent être appelés à auditer des comptes de façon contractuelles (par opposition à l'audit légal des entreprises pratiqué par un commissaire aux comptes).
L'expert-comptable doit utiliser ses compétences de comptabilité et de gestion pour : 
- Gérer la comptabilité en entreprise : mettre en place une comptabilité adaptée à l'entreprise, la surveiller, élaborer des comptes annuels et des budgets prévisionnels, établir les états financiers, calculer les coûts de revient, réaliser des attestations et mise en place d'une comptabilité analytique ;
- Aider à la gestion de l'entreprise : assister les créateurs d'entreprise, appuyer sur un projet d'investissement, effectuer les contrôles budgétaires, apporte des conseils en matière de formation, d'export et conseiller les entreprises en difficultés grâce à des plans de continuation ou restructuration ;
- Assister des entreprises pour les obligations légales : établir des bulletins de salaire et des déclarations fiscales et sociales, assister la gestion des ressources humaines et mettre en place des systèmes d'épargne salariale, de prévoyance ou de retraites adaptés à la structure de son client ;
- Apporter des conseils pour l'information de l'entreprise : soutient quant à l'élaboration de cahier des charges, au choix des logiciels de gestion et en fonction des demandes du client, étudier les opportunités de l'entreprise.

## Dans le monde
En France, la profession est accessible par des diplômes et organisées au sein de l'Ordre des experts-comptables.
En Suisse, les experts-comptables reçoivent des agréments délivrés par l'Autorité fédérale de surveillance en matière de révision (ASR).
Dans le monde anglophones, les termes les plus courants utilisés sont « Certified Accountant » et « Chartered Accountant », qui sont souvent organisés en associations professionnelles.
Au Québec, l'usage du titre « expert-comptable » est interdit par la loi.[réf. nécessaire]
Au Maroc, la profession est accessible aux personnes ayant un diplôme marocain d'expert-comptable délivré par l'ISCAE. Il est aussi accessible si vous avez un diplôme reconnu équivalent. Un expert-comptable doit être inscrit à l'Ordre des expert-comptable marocain.